# Canton de Pouzauges
Le canton de Pouzauges est une ancienne division administrative française, située dans le département de la Vendée et la région Pays de la Loire.

## Composition
Le canton de Pouzauges regroupait les communes suivantes :
- Le Boupère ;
- Les Châtelliers-Châteaumur ;
- Chavagnes-les-Redoux ;
- La Flocellière ;
- La Meilleraie-Tillay ;
- Monsireigne ;
- Montournais ;
- La Pommeraie-sur-Sèvre ;
- Pouzauges (chef-lieu) ;
- Réaumur ;
- Saint-Mesmin ;
- Saint-Michel-Mont-Mercure ;
- Tallud-Sainte-Gemme.

### Intercommunalité
Le canton de Pouzauges recouvrait l’intégralité de la communauté de communes du Pays-de-Pouzauges.

## Représentation

### Conseillers d'arrondissement (de 1833 à 1940)
| Période                                  | Période      | Identité                                                                                   | Étiquette | Qualité |
| ---------------------------------------- | ------------ | ------------------------------------------------------------------------------------------ | --------- | --- |
| 1833                                     | 1848         | Henri Jacquet                                                                              |           | Propriétaire à Pouzauges                                                                                    |
|                                          |              |                                                                                            |           | |
| av.1865                                  |              | Auguste Bodin                                                                              |           | Notaire, maire du Boupère                                                                                   |
|                                          |              |                                                                                            |           | |
| av.1912                                  | 1921 (décès) | Claude de Monti de Rezé (1843-1921)                                                        |           | Propriétaire du château du Fief-Milon, Le Boupère                                                           |
| 1921                                     | 1940         | Jean Louis Charles Édouard, Marquis de Hillerin de La Touche de Boistissandeau (1873-1941) | Droite    | Capitaine, propriétaire du château et maire de La Flocellière                                               |
| 1940                                     |              |                                                                                            |           | Les conseils d'arrondissement ont été suspendus par la loi du 12 octobre 1940 et n'ont jamais été réactivés |
| Les données manquantes sont à compléter. |              |                                                                                            |           | |

### Conseillers généraux de 1833 à 2015
| Période | Période          | Identité                                            | Étiquette                                      | Qualité |
| ------- | ---------------- | --------------------------------------------------- | ---------------------------------------------- | --- |
| 1833    | 1835 (démission) | Baron Jean-Charles Alquier (1784-1865)              |                                                | Chef de bataillon en retraite Propriétaire à La Flocellière |
| 1835    | 1836             | Hippolyte Coquillaud                                |                                                | Maire de Monsireigne |
| 1836    | 1839             | Jacques Olivier Fradin de La Renaudière (1779-1852) |                                                | Propriétaire, maire de Pouzauges |
| 1839    | 1848             | Hubert Louis Allaire (de Lépinay) (1784-1855)       |                                                | Médecin, maire des Châtelliers-Châteaumur |
| 1848    | 1864             | Armand-Marie de Lespinay                            |                                                | Propriétaire, maire de La Flocellière |
| 1864    | 1871 (décès)     | Baron Arthur Alquier (fils de J.Ch.Alquier)         | Centre                                         | Maire de La Flocellière, propriétaire à Paris Député (janvier à septembre 1870) |
| 1871    | 1892             | Stanislas Majou de La Débutrie                      | Droite                                         | Propriétaire à Saint-Michel-Mont-Mercure Maire de Rochetrejoux |
| 1892    | 1929 (décès)     | Raoul de Vexiau                                     | Conservateur                                   | Maire de Réaumur (1874-1929) |
| 1930    | 1940             | Jean de Tinguy du Pouët                             | Républicain indépendant d’action sociale (DVD) | Maire de Saint-Michel-Mont-Mercure (1904-1945) Député (1919-1942) Président du conseil général (1939-1940) Membre de la Commission administrative de la Vendée (1941-1943) Nommé conseiller départemental en 1943 Président du Conseil départemental (1943-1945) |
|         |                  |                                                     |                                                | |
| 1945    | 1970             | Charles Mignen                                      | DVD                                            | Médecin Maire de Pouzauges (1945-1965) |
| 1970    | 1981 (décès)     | Lionel de Tinguy du Pouët                           | CD puis UDF-CDS                                | Député (1946-1958 et 1962-1967) Sénateur (1977-1981) Ministre (1949-1950) Maire de Saint-Michel-Mont-Mercure (1945-1981) |
| 1981    | 1994             | Montfort de Tinguy du Pouët (fils du précédent)     | UDF-CDS                                        | Cadre bancaire Maire de Saint-Michel-Mont-Mercure (1981-1989) |
| 1994    | 2001             | Roger Colin                                         | DVD                                            | Ancien directeur général de Fleury-Michon Maire de Pouzauges (1995-2008) |
| 2001    | 2015             | Jean-Pierre Lemaire                                 | DVD puis MPF                                   | Chef d'entreprise Maire de La Meilleraie-Tillay Président de la communauté de communes du Pays-de-Pouzauges |